# Михаил Дамаскин
Михаил Дамаскин (греч. Μιχαήλ Δαμασκηνός; 1530/1535 — 1592/1593) — иконописец, представитель Критской иконописной школы. Его иконописные работы относятся к критскому ренессансу и имели много подражателей.
Михаил родился в Ираклионе. Изучал иконопись в подворье Синайского монастыря на Крите. В 1574 году для совершенствования своих навыков уехал в Венецию. Там вместе с Эммануилом Цанесом расписал православный храм города — церковь Сан-Джорджо деи Греки. В 1584 году он вернулся в Грецию, работал главным образом на Крите и Ионических островах.
Работы Михаила Дамаскина хранятся в музее церковного искусства Ираклиона.

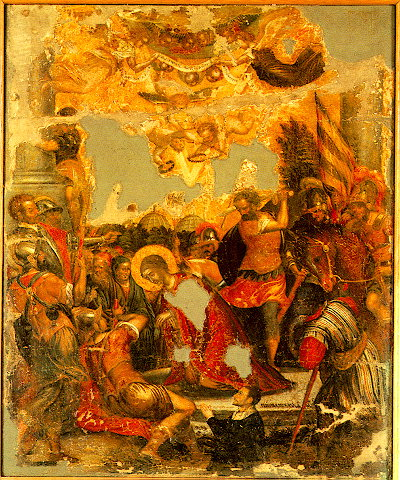
Мученичество святой Параскевы
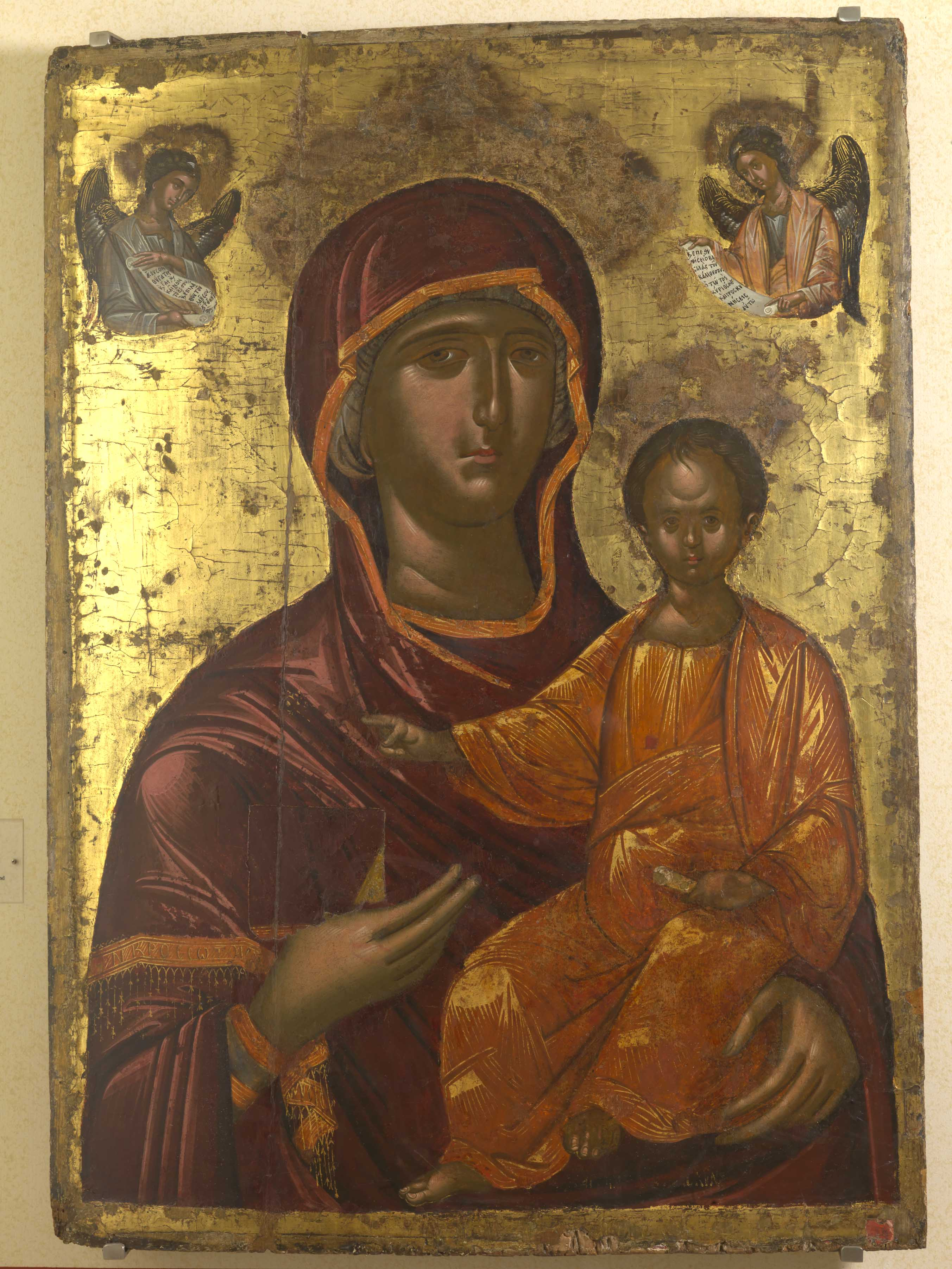
Одигитрия
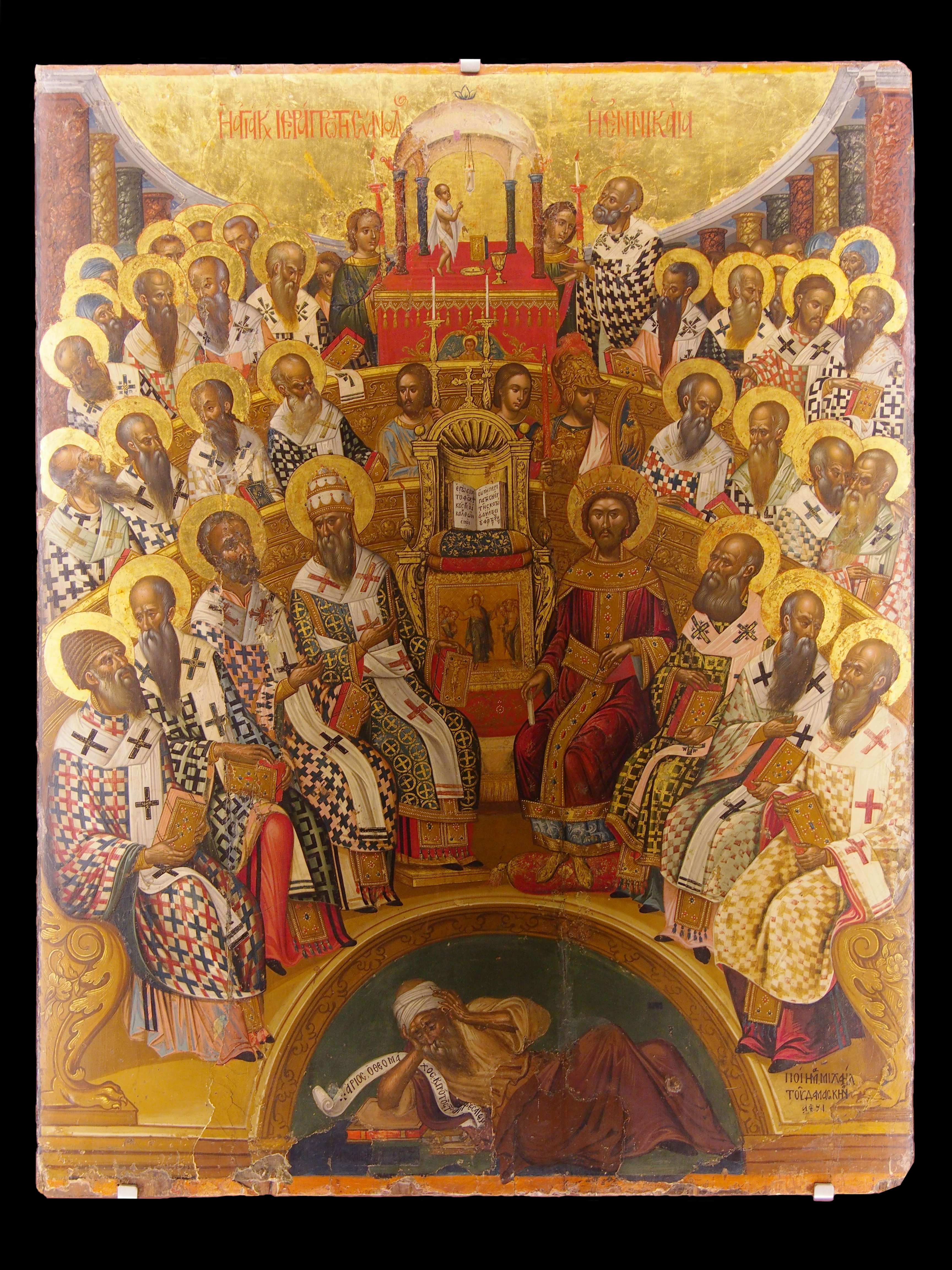
Первый Вселенский собор